# مزرعة شاه مور
مزرعة شاه مور (بالفارسية: مزرعه شاه مور) هي منطقة سكنية تقع في فارس في إيران.